# 基輔國際機場
伊戈爾·西科爾斯基基輔國際機場（羅馬化：Mizhnarodnyi aeroport Kyiv imeni Ihoria Sikorskoho），通常被簡稱為基輔國際機場（Міжнародний аеропорт Київ），是一座位於烏克蘭基輔市索洛米揚卡區的民用機場，因其位置南近茹良尼而也稱基輔茹良尼國際機場（Міжнародний аеропорт Київ Жуляни），與鲍里斯波尔国际机场列為基輔兩大聯外機場。基輔國際機場曾是基輔唯一的機場，在修建了鮑里斯波爾國際機場之後，基輔國際機場的地位被鮑里斯波爾國際機場取代。現在基輔國際機場主要起降國內航班，並且是歐洲最繁忙的商務噴射機機場之一。以飛機工程師伊戈爾·西科爾斯基命名。

## 歷史

### 俄烏戰爭
2022年2月24日，發生俄羅斯入侵烏克蘭事件，且基輔市內多處發生爆炸，所有民用航班均停飛。

## 外部連結
- 官方網站 （页面存档备份，存于）（乌克兰語）（俄文）（英文）